# Synagoga Neve Shalom w Stambule
Synagoga Neve Shalom w Stambule (tur. Neve Şalom Sinagagu, hebr. בית הכנסת נווה שלום) – synagoga znajdująca się w Stambule, w dzielnicy Beyoğlu, przy ulicy Büyük Hendek 61. Razem z synagogą Bet Israel jest wspierana i zarządzana przez Fundację Neve Shalom.
Synagoga została zbudowana w latach 1949–1951, według projektu dwóch żydowskich architektów Elyo Ventury i Bernara Motola. Uroczystego otwarcia synagogi dokonał ówczesny Naczelny Rabin Turcji, Rafael Saban w niedzielę 25 marca 1951 roku. Synagoga Neve Shalom jest centralną i największą sefardyjską bożnicą w Stambule, w której odbywają się regularnie nabożeństwa szabatowe, organizowane są wesela, obrzezania, bar micwy oraz pogrzeby. 
6 września 1986 dwaj palestyńscy terroryści z Organizacji Abu Nidala wdarli się do synagogi Neveh Shalom otwierając ogień z broni maszynowej do modlących się Żydów. Zginęło 22 Żydów, a 3 osoby zostały ranne. Napastnicy oblali ciała zabitych benzyną i podpalili. Następnie wybuch granatu zabił obu terrorystów. W latach następnych doszło do jeszcze dwóch ataków terrorystycznych: 1 marca 1992 oraz 15 listopada 2003 roku. 
W Saint Louis w Missouri również działa synagoga o nazwie Neve Shalom.